# Showrunner
En showrunner er et udtryk i tv-produktioner om en person, der har både rollen som hovedforfatter og producent. Ofte bruges udtrykket synonymt med seriens skaber, men det er ikke nødvendigvis tilfældet. En showrunner har det øverste kreative ansvar for produktion af tv-shows, og der er også showrunnere, der leder skriverummet. I filmproduktion har instruktøren sædvanligvis den øverste kreative kontrol, men inden for tv vil showløberen altid være over instruktøren. Dog er "showrunner" ikke nogen officiel kreditering, og en showrunner vil typisk blive opført som "executive producer." Udtrykket er mindre anvendt i Danmark og Norge end i lande som USA og Storbritannien.
Der findes ingen autoritative undersøgelser af udviklingen af showrunner-rollen. Allerede i 1950'erne havde mange sitcoms i USA en lignende figur, men selve begrebet showrunner optrådte først i amerikanske branchemagasiner i 1990'erne.
Traditionelt var en ”executive producer” på et amerikansk tv-program den, der var ansvarlig for tv-programmets kreative retning og produktion, men med tiden blev denne titel brugt om en bredere vifte af roller; fra personen der håndterede det økonomiske til en person, der havde titlen som en ”ærestitel” uden at have noget egentligt praktisk eller udøvende ansvar.